# Awgolemono

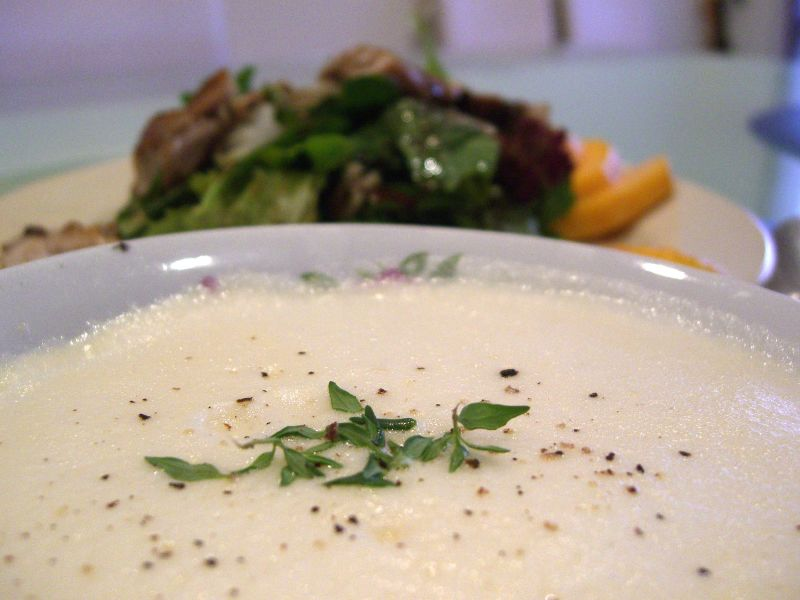
Zupa awgolemono

Awgolemono (ngr. σούπα αύγολέμονο, dosł. „zupa jajko-cytryna”) – greckie sosy i zupy na bazie jajek i soku z cytryny. 
W kuchni greckiej pojawiły się najprawdopodobniej pod wpływem potraw francuskich; znane są również w kuchni arabskiej (jako tarbiya), tureckiej (jako terbiye), a także w żydowskiej (np. w języku judeohiszpańskim jako sopa de huevo y limón), gdzie pojawiać się mogą w posiłku szabasowym lub w daniach święta Rosz ha-Szana.
Podstawą przyrządzeń awgolemono jest zawsze bulion na bazie warzyw lub mięsa, zagęszczony jajkami i cytryną. Sos może być serwowany wraz z klopsikami, jagnięciną, kurczakiem, warzywami lub rybą, zupę natomiast można podawać z ryżem lub orzo, ciepłą albo schłodzoną. Niekiedy sos przyrządzany jest z dodatkiem mąki bądź na samych żółtkach. Czasem do awgolemono dodaje się szafranu dla uzyskania intensywniejszego zabarwienia, w Turcji natomiast przyprawia się ją cynamonem i ostrym pieprzem. Zupy tej nie należy doprowadzać do wrzenia, gdyż powoduje to ścięcie się jajka.
Awgolemono uważana jest za nader odżywczą i zdrową, skuteczną zarówno na przeziębienie, jak i na kaca, dlatego potocznie nazywana „grecką penicyliną”.